# Лика (Бургаська область)
Лика́ (болг. Лъка) — село в Бургаській області Болгарії. Входить до складу громади Поморіє.

## Населення
За даними перепису населення 2011 року у селі проживали 203 особи.
Національний склад населення села:
| Національність   | Кількість осіб | Відсоток |
| ---------------- | -------------- | -------- |
| болгари          | 192            | 95,5%    |
| турки            | 0              | 0%       |
| цигани           | 0              | 0%       |
| інша             | 9              | 4,5%     |
| не визначились   | 0              | 0%       |
| Всього відповіли | 201            |          |

Розподіл населення за віком у 2011 році:
Динаміка населення: